# Twenterand
Twenterand (uitspraakⓘ) (Nedersaksisch: Tweanteraand) is een gemeente in Twente en Salland, in de Nederlandse provincie Overijssel. 
Op 1 januari 2001 fuseerden de gemeenten Den Ham en Vriezenveen tot een nieuwe gemeente Vriezenveen. Deze gemeente wijzigde op 1 juni 2002 haar naam in Twenterand. Op 22 november 2024 woonden er in de gemeente 34.073 mensen (bron: CBS) op een oppervlakte van 108,17 km². De gemeente Twenterand maakt deel uit van de Regio Twente.

## Aangrenzende gemeenten
| Aangrenzende gemeenten | Aangrenzende gemeenten | Aangrenzende gemeenten | Aangrenzende gemeenten | Aangrenzende gemeenten |
| ---------------------- | ---------------------- | ---------------------- | ---------------------- | ---------------------- |
| Ommen                  |                        | Hardenberg             |                        | Wielen (D)             |
|                        |                        |                        |                        |                        |
| Hellendoorn            | Tubbergen              |                        |                        |                        |
|                        |                        |                        |                        |                        |
| Wierden                |                        | Almelo                 |                        |                        |

## Topografie
In de gemeente Twenterand liggen de volgende woonkernen:
| Woonplaats (BAG)             | Inwoners 2023 |
| ---------------------------- | ------------- |
| Den Ham                      | 5.925         |
| Geerdijk                     | 355           |
| Vriezenveen                  | 13.845        |
| Vroomshoop                   | 9.075         |
| Westerhaar-Vriezenveensewijk | 4.310         |

Overige officiële kernen:
- Bruinehaar (145, alleen verspreide huizen)
- De Pollen (580, alleen verspreide huizen)
- Kloosterhaar (48, gedeeltelijk)
- Sibculo (18, gedeeltelijk)
- Weitemanslanden (80, alleen verspreide huizen)
- Westerhoeven (160, alleen verspreide huizen)

Buurtschappen (onofficiële kernen): Linde (435), Magele (1045), Meer (500, incl. Hallerhoek en Noord-Meer).

## De Engbertsdijksvenen
De gemeente Twenterand heeft binnen haar gemeentegrenzen een uniek natuurgebied genaamd Engbertsdijksvenen, het bevindt zich ten oosten van de plaats Westerhaar-Vriezenveensewijk.
Het is een uniek hoogveengebied van ca. 1000 hectare dat een Europees beschermde status heeft, Natura 2000 genaamd.
Tussen 1880 en 1950 is het gebied eerst op kleine schaal verveend door grondeigenaren om te voorzien in de eigen behoefte aan brandstof, het veen werd namelijk gebruikt als product om o.a. kachels op te laten branden. Later is het gebied op grote schaal verveend en per schip afgevoerd via Vriezenveenschewijk (met –sche), het latere Westerhaar-Vriezenveensewijk, om het veen te gebruiken als brandstof in de steden en fabrieken. Nog veel later werd het gebruikt als grondverbetering, ook wel potgrond genoemd.
Door deze vervening heeft het gebied Engbertsdijksvenen grotendeels haar unieke karakter gekregen. Het is een van de weinige plaatsen in Nederland waar nog actief hoogveen te vinden is. Het beheer is in handen van Staatsbosbeheer.

## Stolpersteine
Op 24 maart 2014 is op initiatief van de Lionsclub Twenterand via notariskantoor Endendijk Koene de Stichting Stolpersteine Twenterand opgericht. Op 6 december 2016 zijn in Vriezenveen voor de huizen aan het Westeinde en Den Ham aan de Daarleseweg in totaal negen gedenkstenen gelegd.

## Monumenten
In de gemeente zijn er een aantal rijksmonumenten, gemeentelijke monumenten, en oorlogsmonumenten, zie:
- Lijst van rijksmonumenten in Twenterand
- Lijst van gemeentelijke monumenten in Twenterand
- Lijst van oorlogsmonumenten in Twenterand
- Lijst van Stolpersteine in Twenterand

## Verkeer en vervoer
Door de gemeente Twenterand loopt de autoweg N36 (Almelo - Hardenberg) en het Overijssels Kanaal (Almelo - De Haandrik). Binnen de gemeente stopt de stoptrein Hardenberg - Almelo van Arriva op de stations Vriezenveen, Daarlerveen en Vroomshoop. De belangrijkste buslijnen zijn lijn 80 (Westerhaar - Hardenberg) en lijn 81 (Almelo - Ommen), die op elkaar aansluiten op het busstation in Westerhaar. De lijnen worden gereden door Arriva.

## Politiek

### Gemeenteraad
De gemeenteraad in Twenterand bestaat uit 23 zetels. Hieronder de behaalde zetels per partij bij de gemeenteraadsverkiezingen sinds de herindelingsverkiezingen van 2000.
| Partij                      | 20001 | 2006 | 2010 | 2014 | 2018 | 2022 |
| --------------------------- | ----- | ---- | ---- | ---- | ---- | ---- |
| GBT                         | -     | 2    | 7    | 7    | 12   | 10   |
| CDA                         | 11    | 9    | 7    | 7    | 4    | 4    |
| ChristenUnie                | 4     | 3    | 4    | 4    | 3    | 3    |
| SGP                         | 1     | 1    | 1    | 2    | 1    | 2    |
| PVV                         | -     | -    | -    | -    | 1    | 2    |
| VVD                         | 1     | -    | 1    | 1    | 1    | 1    |
| PvdA-GroenLinks2            | -     | -    | -    | -    | 1    | 1    |
| PvdA                        | 4     | 5    | 3    | 1    | -    | -    |
| D66                         | -     | -    | -    | 1    | -    | -    |
| GemeenschapsPartij3         | 1     | -    | -    | -    | -    | -    |
| Hart voor Twenterand        | -     | 1    | -    | -    | -    | -    |
| Lokaal Liberaal Twenterand4 | -     | 2    | -    | -    | -    | -    |
| Totaal                      | 23    | 23   | 23   | 23   | 23   | 23   |

1. De herindelingsverkiezing werd op 29 november 2000 gehouden in de samen te voegen gemeenten Den Ham en Vriezenveen.
2. In 2018 besluiten PvdA en GroenLinks als één lijst mee te doen aan de verkiezingen.
3. In de eerste helft van 2005 wordt de GemeenschapsPartij opgeheven, als opvolger werd Lokaal Twenterand opgericht.
4. Lokaal Liberaal Twenterand was een fusie van Lokaal Twenterand en de lokale VVD. In 2009 werd besloten als VVD mee te doen aan de gemeenteraadsverkiezingen van 2010.

### College van burgemeester en wethouders
Het college van B&W steunt op de samenwerking van het Gemeentebelangen Twenterand (GBT) en ChristenUnie (CU).
Collegeleden zijn:
Waarnemend burgemeester:
- Gerrit Jan Gorter (partijloos) (sinds 11 juli 2025)[2]

Wethouders:
- Mark Paters (GBT)
- Arjan Hof (CU)
- Aimee van der Ham (GBT)
- Roel Koster (GBT)

#### Wethouders
- 01-06-2001 t/m ??-02-2004 - Dick Netters (PvdA, opgevolgd door Hidde Visser)
- 01-06-2001 t/m 27-04-2006 - Wim Blokland (CDA, zelfstandige beëindiging raadsperiode)
- 01-06-2001 t/m 30-10-2007 - Bert Lambers (CU, opgevolgd door Martha van Abbema)[3]
- 01-06-2001 t/m 01-10-2008 - Auke Koops van 't Jagt (CDA, opgevolgd door Johan Oordt)
- 17-04-2004 t/m 27-04-2006 - Hidde Visser (PvdA, noodzakelijk beëindiging raadsperiode)
- 17-07-2012 t/m heden
- 27-04-2006 t/m 01-09-2009 - Freek Becker (LLT, geen opvolger)
- 27-04-2006 t/m 05-2018 - Jan Binnenmars (CDA, beëdiging nieuwe raadsperiode)
- 13-11-2007 t/m 18-05-2010 - Martha van Abbema-Wijtsma (CU, opvolger Bert Lambers)
- 07-10-2008 t/m 27-01-2015 - Johan Oordt (CDA, opvolger Auke Koops van 't Jagt)
- 18-05-2010 t/m 28-06-2012 en 06-2018 t/m heden Roel Koster (Gemeentebelangen Twenterand)
- 18-05-2010 t/m 08-05-2012 - André Idzinga (Gemeentebelangen Twenterand)
- 17-07-2012 t/m 05-2018 - Ben Engberts
- 06-2018 t/m heden Mark Paters (Gemeentebelangen Twenterand)
- 06-2018 t/m 03-2023  Bart-Jan Harmsen (Gemeentebelangen Twenterand)
- 06-2022 t/m 05-2025 Aimee van der Ham (Gemeentebelangen Twenterand)

## Lokale omroep
- Delta FM
- Deltapiraat

## Ondernemersverenigingen
De gemeente Twenterand beschikt over verschillende ondernemersverenigingen. Gevestigd en verdeeld over de verschillende dorpen.
| Ondernemersvereniging | Informatie |
| --------------------- | --- |
| IKVO                  | De Industriekring Vroomshoop en Omstreken (IKVO) behartigt de belangen van het bedrijfsleven in Vroomshoop, Den Ham en omstreken in de ruimste zin van het woord                                                                                   |
| BBV                   | Bedrijven Belangen Vriezenveen (BBV) is opgericht in 1998 om de gezamenlijke belangen te behartigen van bedrijven gevestigd in Vriezenveen en Westerhaar                                                                                           |
| AZB                   | Algemeen Zakelijk Belang is een vereniging die zich inzet voor alle ondernemers uit de plaats Westerhaar-Vriezenveensewijk |
| HAMI                  | De Hami (Hammer Middenstand) is een ondernemersvereniging met ruim 30 actieve ondernemers in de diverse branches van het zelfstandig ondernemerschap                                                                                               |
| VOV                   | De Vriezenveense Ondernemers Vereniging (VOV) behartigt de belangen van middenstanders en vrije beroepsbeoefenaars in Vriezenveen, zowel door bevordering van onderlinge verbondenheid als om Vriezenveen als aantrekkelijk winkelgebied te houden |
| OV                    | Ondernemend Vroomshoop (OV) is een samenwerkingsverband die als doel heeft het winkelen in Vroomshoop voor consumenten prettig te maken |